# Andorre pour le changement
Andorre pour le changement (en catalan : Andorra pel canvi), est un parti andorran créé pour les élections législatives de 2009. C'est la première fois qu'il se présente à une élection et obtient 3 sièges sur 28 au Conseil général. Lors des élections suivantes en 2011, le parti perd tous ses sièges.

## Résultats électoraux
| Année | Tête de liste             | Voix  | %     | Sièges |
| ----- | ------------------------- | ----- | ----- | ------ |
| 2011  | Juan Eusebio Nomen Calvet | 2 768 | 18,86 | 3 / 28 |
| 2015  | Eusebi Nomen              | 1 040 | 3,42  | 0 / 28 |

## Conseillers généraux membres d'APC (2009-2011)
- Eusebi Nomen
- Josep Maria Brigué
- Josep Oscar Encuentra